# Lantz' zanger
Lantz' zanger (Nesillas lantzii) is een zangvogel uit de familie Acrocephalidae. Deze vogel is genoemd naar de Franse natuuronderzoeker en taxidermist Jean Auguste Lantz (1828-1893). 

## Verspreiding en leefgebied
Deze soort is endemisch in zuidwestelijk Madagaskar.

## Status
De grootte van de populatie is niet gekwantificeerd maar de soort wordt omschreven als vrij algemeen. Op de Rode lijst van de IUCN heeft deze soort de status niet bedreigd.